# Tugarinovia
Tugarinovia là một chi thực vật có hoa trong họ Cúc (Asteraceae).

## Loài
Chi Tugarinovia gồm các loài: